# 유성온천

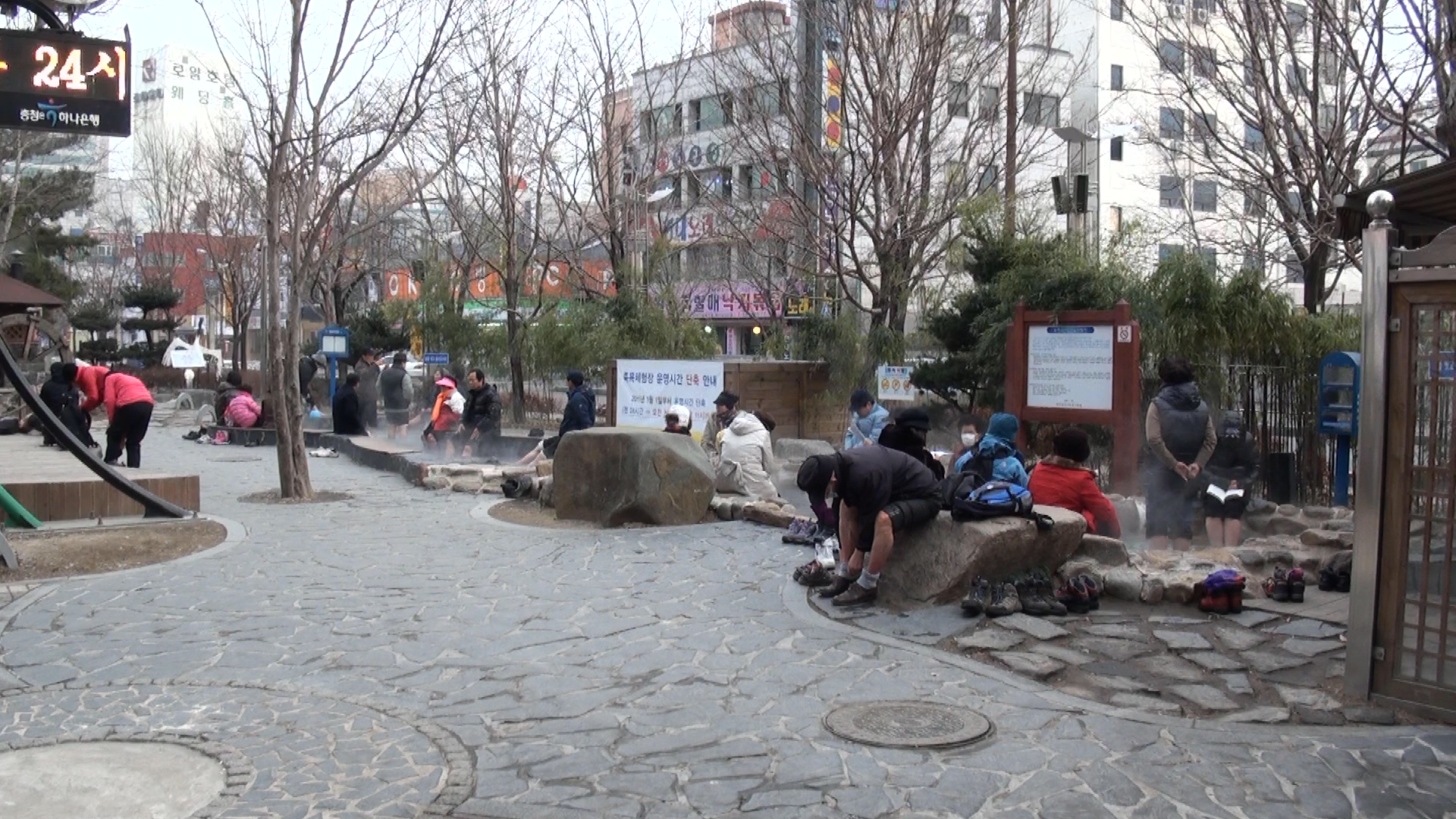
유성온천 족욕체험장

유성온천(儒城溫泉)은 대전광역시 유성구 온천동에 있는 온천이다. 대전 도심인 둔산동으로부터 5km거리에 인접해 있고, 대전 도시철도 1호선 유성온천역과 가깝다.
유성온천은 지하 100m이하에서 분출되는 섭씨 27~56도의 고온 열천으로 실리카(SiO2)성분의 함량이 40mg/L이상이어서 실리카온천으로 명성을 떨치고 있다. 우리나라의 온천 지구 가운데서 가장 오래된 유성온천은 부존량과 사용량에서 전국 최대 규모를 자랑하고 있으며 약알칼리성 단순천으로 천질이 매끄럽고 피부에 자극이 없고 양이온 및 아연, 철 등 미네랄성 금속류들이 골고루 함유되어 있다.

## 역사
백제 말엽 신라와의 싸움에서 크게 다친 아들의 약을 찾던 어머니가 백설이 뒤덮인 들판에서 날개 다친 학 한 마리가 눈 녹은 웅덩이 물로 상처 난 날개를 적셔 치료하는 것을 보고 아들의 상처를 그 물에 담그게 하여 말끔히 치료하였다는 전설이 전해오고 있다. 동국여지승람에 의하면 태조 이성계가 조선의 도읍지를 물색하기 위해 계룡산 신도안으로 가던 중에 이곳에서 쉬어갔다는 기록이 전해진다. 조선 태종이 왕자이던 1393년 이곳에서 목욕을 한 뒤 군사훈련 하는 모습을 지켜보았다는 기록이 남아있는 것으로 보아 조선왕조가 시작될 무렵에는 임금이 쉬어갈 정도로 훌륭한 온천이었음을 짐작할 수 있다. 1913년 일본인들이 들어와 욕조 4개와 특등욕장 2동을 지어 근대적인 온천시설인 만년장을 준공시킨 것을 계기로 오늘날의 유성온천으로 발전해왔다. 박정희 전 대통령이 온천욕을 위해 유성에 방문했던 일화 등도 전해지고 있다.

## 관광자원
1994년 관광특구로 지정되었다. 눈을 닮은 하얀 꽃잎이 아름다운 이팝나무가 가로수로 많이 심어져 있는 눈꽃거리가 있다. 대중 온천 목욕탕과 유성호텔, 호텔 리베라, 계룡스파텔, 호텔 스파피아, 호텔 아드리아 등 대형 숙박업소와 유흥업소, 편의시설 등이 군집하고 있고, 족욕체험장이 무료로 개방되어 있다. 매년 5월 유성온천문화축제가 열린다.

## 주변 관광지
주변 관광지로는 계룡산, 국립중앙과학관, 화폐박물관, 지질박물관, 선사박물관, 대덕연구단지, 대전 오-월드, 한밭수목원, 한국법문화진흥센터, 유림공원, 계룡산자연사박물관, 유성컨트리클럽, 수통골, 공주시 무령왕릉과 마곡사 등이 있다.

## 교통
- 유성시외버스터미널
- 대전 도시철도 1호선 유성온천역